# Zero Divide
Zero Divide (ゼロ・ディバイド?) è un videogioco per PlayStation prodotto nel 1995. È stato nuovamente pubblicato per PlayStation Portable e PlayStation 3 nel 2010, ma esclusivamente in Giappone.

## Modalità di gioco
Pur presentando un gameplay simile a Virtua Fighter, in quanto il gioco è uscito sull'onda della sua uscita, Zero Divide possiede delle caratteristiche differenti: ad esempio, ogni personaggio presenta diverse parti del corpo, che possono prendere danni maggiori mano a mano che subiscono danni a loro volta. Inoltre, i personaggi possono anche aggrapparsi ai confini del ring, prevenendo così un Ring Out.
Il gioco presenta anche il minigioco Phalanx.

## Personaggi giocabili
Ogni due dei primi otto personaggi nell'elenco, tutti dotati di una propria volontà, sono programmati da una delle quattro menti della XTAL TOWER: Alex, Leonard, Thor e il loro capo Exe.
- Zero: programmato da Alex, possiede un aspetto molto umanoide e delle prestazioni di base, con uno stile di combattimento di arti marziali miste tra wrestling professionale e pugilato.
- Tau: programmato da Thor, assomiglia a uno scorpione gigante, ed eccelle negli attacchi che gli fanno usufruire la sua enorme coda e corpo.
- Wild 3: programmato da Exe, è il programma di aggressione dell'esercito umano, in quanto vestito con colori mimetici e attacca sparando e colpendo con un'enorme arma.
- Io: programmata da Alex, è un robot femminile che combatte come se fosse un gatto, dotato di un robot agile e leggero.
- Eos: programmato da Leonardo, combatte nello stile judo misto a karate.
- Cygnus: programmato da Leonard, è stato costruito modello ninja, e combatte con una spada.
- Draco: programmato da Thor, è un robot effettivamente simile a un drago, in quanto attacca con la sua lunga coda e sputando fiamme dal lungo raggio.
- Nereid: programmato da Thor, presenta un enorme trapano al centro del busto, quattro braccia che si estendono dalle spalle e una bocca costantemente sbavante, ma è invero estremamente agile e veloce.
- Zulu: il midboss del gioco, appare come protettore di Xtal. Ha un aspetto umanoide, e combatte con uno stile di lotta simile a Io, Eos, Cygnus e Zero.
- Xtal: boss finale e capo della XTAL Tower, è un enorme cervello senziente, che combatte con i suoi artigli. Come tutti i boss che si rispettino, il suo potere offensivo è quasi doppio rispetto agli altri personaggi, favorito anche da un ampio raggio d'attacco.
- Neco: mascotte della Zoom, vanta effettivamente l'aspetto di un gatto, ed è il boss finale alternativo se si gioca nei panni di Xtal.

## Accoglienza
| Testata         | Versione | Giudizio    |
| --------------- | -------- | ----------- |
| AllGame         | PS       | [ 1 ]       |
| CVG             | PS       | 91%         |
| EGM             | PS       | 29/40       |
| Famitsū         | PS       | 29/40       |
| Game Informer   | PS       | 8.25/10     |
| GameFun         | PS       | 282/300     |
| Maximum         | PS       | [ 7 ]       |
| Next Generation | PS       | [ 8 ] [ 9 ] |

La critica ha lodato la versione PlayStation per la grafica, la musica techno, la varietà dei personaggi nell'aspetto, il gameplay solido, e le nuove meccaniche di gioco rispetto a Virtua Fighter, ma anche criticato la difficoltà nell'eseguire le mosse speciali e la potenza eccessiva di vari avversari, oltre che a notare varie similitudini con la serie di Virtua Fighter in termini di gameplay.
GameFan lo ha considerato "uno dei migliori picchiaduro 3D di tutti i tempi". La rivista Next Generation ha notato che, nonostante l'innovazione degli androidi come personaggi giocabili, sono fin troppo bizzarri, e possiedono un set di mosse generico. Game Informer ha dichiarato: "ha tutto quello che vi aspettereste da un picchiaduro di prossima generazione: tanta azione, lottatori poligonali rapidi e soprattutto meccaniche di gioco solide." Computer and Video Games lo ha dichiarato "in certi versi anche migliore" del Virtua Fighter originale, con una "competizione seria" contro Tekken. GamePro ha concluso: "nonostante manchi delle solide fondamenta che lo renderebbero un grande picchiaduro, Zero Divide non manca certo in grandezza." I quattro recensori di Electronic Gaming Monthly lo hanno votato 29 su 40 (in media 7.25 su 10). Maximum lo ha votato con tre stelle su cinque.